# Speckle (interferència)
Speckle, taca, speckle pattern, o soroll speckle designa l'estructura granular observada en llum coherent, resultant d'una interferència aleatòria. Els patrons de mota s'usen en una àmplia gamma de tècniques de metrologia, ja que generalment permeten una gran sensibilitat i configuracions senzilles. També poden ser un factor limitant en els sistemes d'imatge, com ara el radar, el radar d'obertura sintètica (SAR), l'ecografia mèdica i la tomografia de coherència òptica. Speckle no és soroll extern; més aviat, és una fluctuació inherent a les reflexions difuses, perquè els dispersors no són idèntics per a cada cel·la i l'ona d'il·luminació coherent és molt sensible a petites variacions en els canvis de fase.
Els patrons de taques sorgeixen quan la llum coherent és aleatòria. El cas més senzill d'aquesta aleatorització és quan la llum es reflecteix en una superfície òpticament rugosa. Òpticament rugós significa que el perfil de la superfície conté fluctuacions més grans que la longitud d'ona. Les superfícies més comunes són rugoses a la llum visible, com ara paper, fusta o pintura.
La gran majoria de superfícies, sintètiques o naturals, són extremadament rugoses a l'escala de la longitud d'ona. Veiem l'origen d'aquest fenomen si modelem la nostra funció de reflectivitat com una matriu de dispersors. A causa de la resolució finita, en qualsevol moment estem rebent d'una distribució de dispersors dins de la cel·la de resolució. Aquests senyals dispersos s'afegeixen de manera coherent; és a dir, s'afegeixen de manera constructiva i destructiva en funció de les fases relatives de cada forma d'ona dispersa. La molla resulta d'aquests patrons d'interferència constructiva i destructiva que es mostren com a punts brillants i foscos a la imatge.
La taca en el radar convencional augmenta el nivell de gris mitjà d'una àrea local. La taca en SAR és generalment greu, causant dificultats per a la interpretació de la imatge. És causada pel processament coherent de senyals retrodisfosats de múltiples objectius distribuïts. A l'oceanografia SAR, per exemple, la taca és causada per senyals de dispersors elementals, les ondulacions capil·lars de la gravetat, i es manifesta com una imatge de pedestal, sota la imatge de les ones del mar.
El speckle també pot representar informació útil, especialment quan està vinculat al speckle làser i al fenomen speckle dinàmic, on els canvis del patró de speckle espacial al llarg del temps es poden utilitzar com a mesura de l'activitat de la superfície, com ara el que és útil per mesurar camps de desplaçament mitjançant la correlació d'imatge digital.

## Història
Encara que els científics han investigat aquest fenomen des de l'època de Newton, les taques han cobrat protagonisme des de la invenció del làser.

## Formació
L'efecte speckle és el resultat de la interferència de moltes ones de la mateixa freqüència, amb fases i amplituds diferents, que se sumen per donar una ona resultant l'amplitud i, per tant, la intensitat, varia aleatòriament. Si modelem cada ona per un vector, podem veure que si afegim un nombre de vectors amb angles aleatoris junts, la longitud del vector resultant pot ser qualsevol cosa des de zero fins a la suma de les longituds del vector individual: un passeig aleatori bidimensional, de vegades conegut com a caminada d'un borratxo. En el límit de moltes ones interferents, i per a ones polaritzades, la distribució de les intensitats (que van com el quadrat de la longitud del vector) esdevé exponencial {\textstyle P(I)={\frac {1}{\langle I\rangle }}\exp \left({\frac {-I}{\langle I\rangle }}\right)}, on {\displaystyle \langle I\rangle } és la intensitat mitjana.
Quan una superfície està il·luminada per una ona de llum, segons la teoria de la difracció, cada punt d'una superfície il·luminada actua com a font d'ones esfèriques secundàries. La llum en qualsevol punt del camp de llum dispersa està formada per ones que s'han dispersat des de cada punt de la superfície il·luminada. Si la superfície és prou rugosa per crear diferències de longitud de camí que superin una longitud d'ona, donant lloc a canvis de fase superiors a 2π, l'amplitud i, per tant, la intensitat, de la llum resultant varia aleatòriament.
Si s'utilitza llum de baixa coherència (és a dir, formada per moltes longituds d'ona), normalment no s'observarà un patró de taques, perquè els patrons de taques produïts per longituds d'ona individuals tenen dimensions diferents i normalment es promediaran entre si. Tanmateix, podem observar patrons de taques en llum policromàtica en algunes condicions, com ara amb llum parcialment coherent, o llum espacialment coherent.

## Tipus

### Taques subjectives

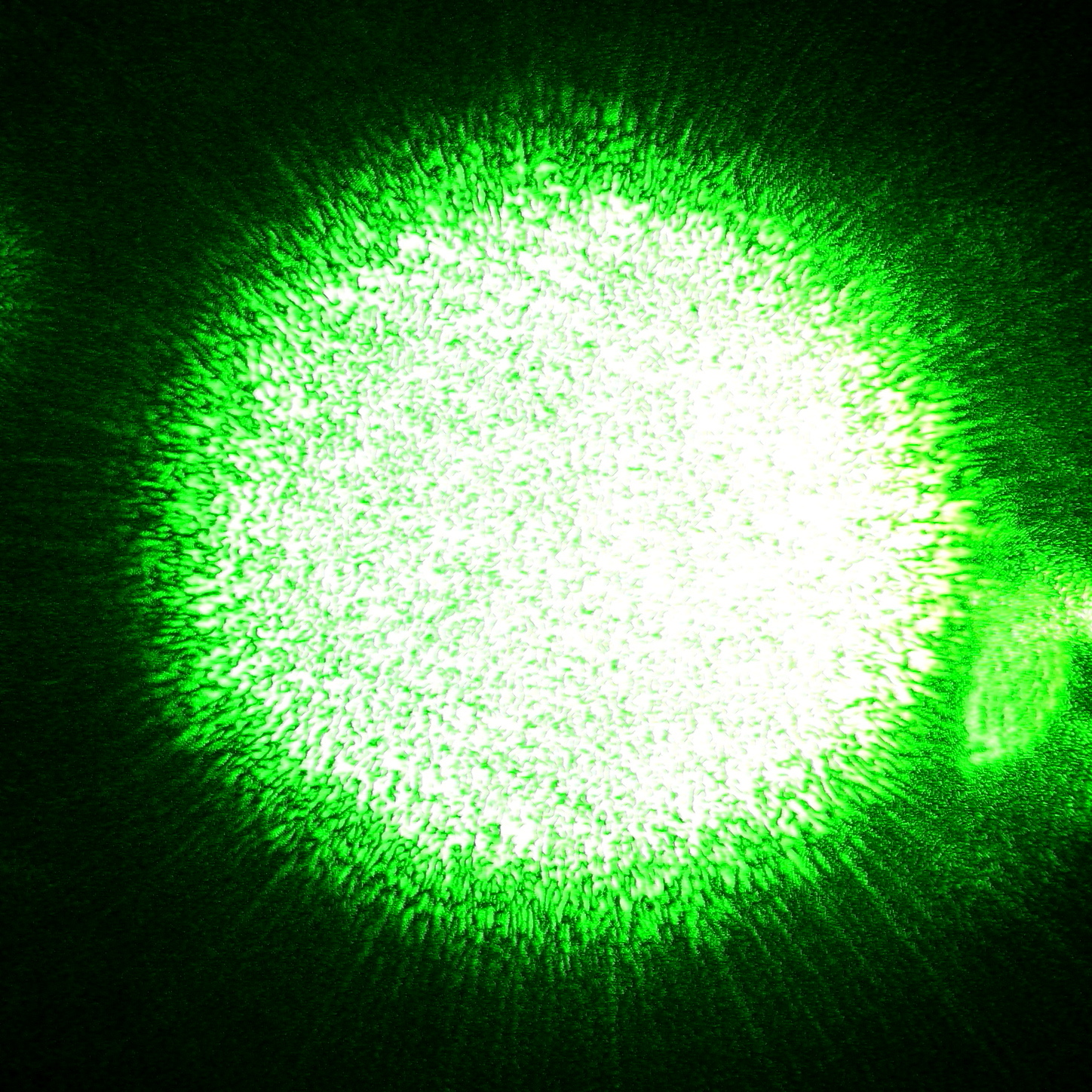
Taca de làser a la imatge d'una càmera digital d'un punter làser verd. Aquest és un patró de punt subjectiu. (Tingueu en compte que les diferències de color a la imatge s'introdueixen per limitacions del sistema de càmera.)

Quan s'imatge d'una superfície rugosa il·luminada per una llum coherent (per exemple, un raig làser), s'observa un patró de taques al pla de la imatge; això s'anomena "patró de punt subjectiu" (vegeu la imatge de dalt). S'anomena "subjectiu" perquè l'estructura detallada del patró de taques depèn dels paràmetres del sistema de visualització; per exemple, si la mida de l'obertura de la lent canvia, la mida de les taques canvia. Si s'altera la posició del sistema d'imatge, el patró canviarà gradualment i finalment no estarà relacionat amb el patró de taques original.
Això ho podem explicar de la següent manera. Podem considerar que cada punt de la imatge està il·luminat per una àrea finita de l'objecte. Determinem la mida d'aquesta àrea per la resolució limitada per difracció de la lent que ve donada pel disc Airy el diàmetre del qual és de 2,4λu/D, on λ és la longitud d'ona de la llum, u és la distància entre l'objecte i la lent i D és el diàmetre de l'obertura de la lent. (Aquest és un model simplificat d'imatges limitades per difracció).
La llum dels punts veïns de la imatge s'ha dispersat des de zones que tenen molts punts en comú i la intensitat de dos d'aquests punts no diferirà gaire. No obstant això, dos punts de la imatge que estan il·luminats per àrees de l'objecte que estan separades pel diàmetre del disc Airy, tenen intensitats de llum que no estan relacionades. Això correspon a una distància a la imatge de 2,4λv/D on v és la distància entre la lent i la imatge. Així, la "mida" de les taques de la imatge és d'aquest ordre.

### Taques objectives

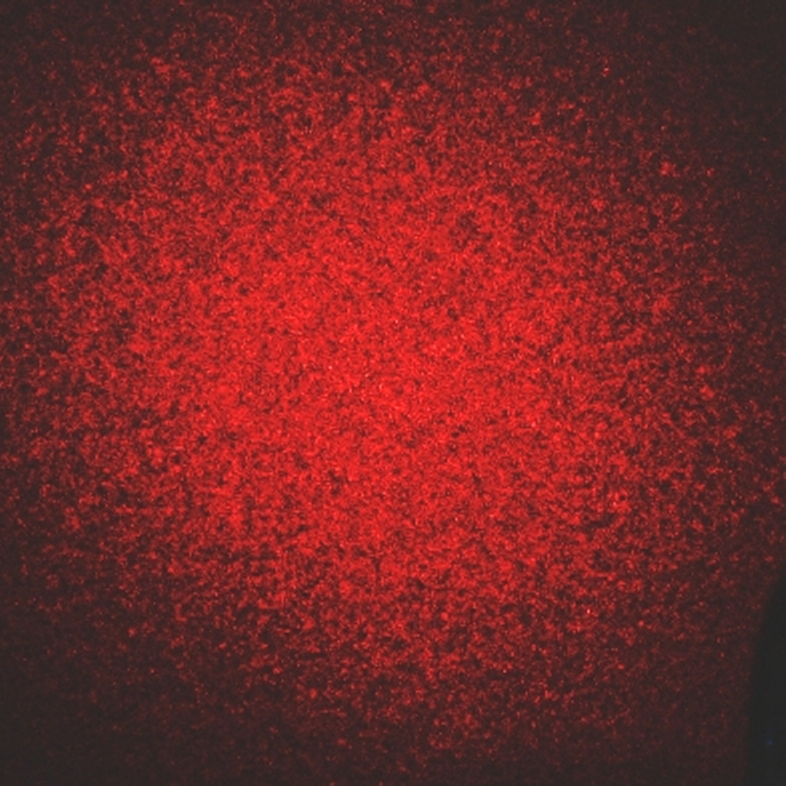
Una fotografia d'un patró objectiu de taques. Aquest és el camp de llum format quan un raig làser es va dispersar des d'una superfície de plàstic a una paret.

Quan la llum làser que s'ha dispersat per una superfície rugosa cau sobre una altra superfície, forma un "patró de taques objectiu". Si una placa fotogràfica o un altre sensor òptic 2D es troba dins del camp de llum dispersa sense lent, s'obté un patró de taques les característiques del qual depenen de la geometria del sistema i de la longitud d'ona del làser. El patró de taques de la figura es va obtenir apuntant un raig làser a la superfície d'un telèfon mòbil de manera que la llum dispersa caigués sobre una paret adjacent. Aleshores es va fer una fotografia del patró de taques format a la paret. En sentit estricte, també té un segon patró de taques subjectius, però les seves dimensions són molt més petites que el patró objectiu, per la qual cosa no es veu a la imatge.
Les contribucions de tota la superfície de dispersió constitueixen la llum en un punt determinat del patró de taques. Les fases relatives d'aquestes ones disperses varien a través de la superfície de dispersió, de manera que la fase resultant en cada punt de la segona superfície varia aleatòriament. El patró és el mateix independentment de com s'imatge, com si es tractés d'un patró pintat.

## Aplicacions
Els patrons de taques s'han utilitzat en una varietat d'aplicacions en microscòpia, imatges, i manipulació òptica.
Quan es van inventar els làsers, es va considerar que l'efecte speckle era un greu inconvenient en l'ús de làsers per il·luminar objectes, especialment en imatges hologràfiques a causa de la imatge granulada produïda. Més tard, els investigadors es van adonar que els patrons de speckle podrien portar informació sobre les deformacions superficials de l'objecte i van aprofitar aquest efecte en interferometria hologràfica i interferometria electrònica speckle pattern. Les proves d'imatge i les proves oculars amb speckle també utilitzen l'efecte speckle.
Speckle és la principal limitació del lidar coherent i la imatge coherent en la detecció òptica d'heterodins.
En el cas de les taques de camp proper, les propietats estadístiques depenen de la distribució de dispersió de la llum d'una mostra determinada. Això permet l'ús de l'anàlisi de taques de camp proper per detectar la distribució de dispersió; aquesta és l'anomenada tècnica de dispersió de camp proper.

## Mitigació

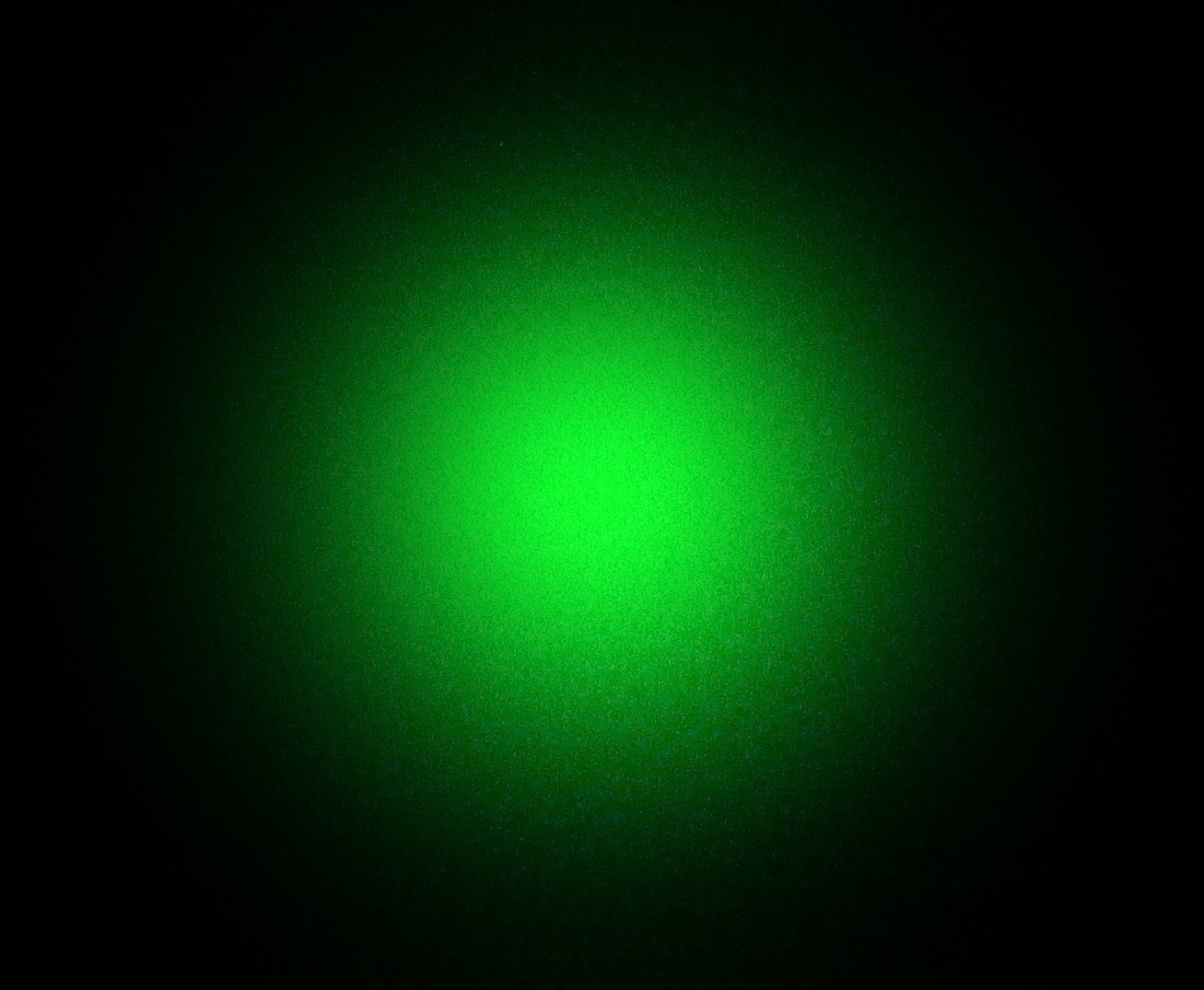
Un punter làser verd. La reducció de la taca va ser necessària per fotografiar el perfil gaussià del làser, aconseguida eliminant totes les lents i projectant-la sobre un líquid opac (llet) sent l'única superfície prou plana i llisa.

Es considera que Speckle és un problema en sistemes de visualització basats en làser com el Laser TV. La taca normalment es quantifica pel contrast de taques. La reducció de contrast de taques és essencialment la creació de molts patrons de taques independents, de manera que surtin la mitjana a la retina/detector. Això es pot aconseguir mitjançant,
- Diversitat d'angles: il·luminació des de diferents angles
- Diversitat de polarització: ús de diferents estats de polarització
- Diversitat de longitud d'ona: ús de fonts làser que difereixen en longitud d'ona en una petita quantitat

Els difusors giratoris, que destrueixen la coherència espacial de la llum làser, també es poden utilitzar per reduir la taca. Les pantalles o fibres en moviment/vibració també poden ser solucions. El televisor làser Mitsubishi sembla utilitzar una pantalla que requereix una cura especial segons el manual del producte. Es pot trobar una discussió més detallada sobre la reducció de taques làser aquí.
La detecció d'heterodins de matriu sintètic es va desenvolupar per reduir el soroll speckle en imatges òptiques coherents i LIDAR d'absorció diferencial coherent.

### Mètodes de processament del senyal
En aplicacions científiques, es pot utilitzar un filtre espacial per reduir les taques.
S'utilitzen diversos mètodes diferents per eliminar el speckle, basats en diferents models matemàtics del fenomen. Un mètode, per exemple, empra el processament d'aspectes múltiples (també conegut com a processament de múltiples aspectes), fent una mitjana de la taca fent diverses "mirades" a un objectiu en un sol rastreig de radar. La mitjana és la mitjana incoherent de les aparences.

### Anàlisi Wavelet
Recentment, l'ús de la transformada wavelet ha donat lloc a avenços significatius en l'anàlisi d'imatges. La raó principal de l'ús del processament multiescala és el fet que molts senyals naturals, quan es descomponen en bases d'onades, es simplifiquen significativament i es poden modelar mitjançant distribucions conegudes. A més, la descomposició wavelet és capaç de separar senyals a diferents escales i orientacions. Per tant, es pot recuperar el senyal original a qualsevol escala i direcció i no es perden detalls útils.